# Zdziersk
Zdziersk (niem. Ziethen) – osada w Polsce położona w województwie kujawsko-pomorskim, w powiecie żnińskim, w gminie Łabiszyn. Miejscowość wchodzi w skład sołectwa Oporowo.
W latach 1975–1998 miejscowość administracyjnie należała do województwa bydgoskiego.